# Embilipitiya
Embilipitiya (en cingalés: ඇඹිලිපිටිය  es una ciudad de Sri Lanka situada en el sur de la isla, en el distrito de Ratnapura, provincia de Sabaragamuwa. 
En la década de 1970 era una pequeña ciudad con dos o tres pequeños comercios. Bajo el proyecto de desarrollo Udawalawe, Embilipitiya creció y actualmente es una de las ciudades de Sri Lanka con una infraestructura moderna. Embilipitiya se está convirtiendo en el eje central y el centro comercial del proyecto de desarrollo del Gran Hambantota. Embilipitiya es la ciudad más cercana a Sooriyawewa International Cricket Stadium y al aeropuerto internacional de Mattala. La carretera de acceso principal de seis carriles al aeropuerto de Mattala proviene de Embilipitiya.